# Whitcomb Judson
Whitcomb L. Judson (Chicago, 1844 circa – 1909) è stato un inventore e ingegnere statunitense venditore di macchine.

## Biografia
Judson nacque nel 1844 circa a Chicago. Non esiste una data certa della sua nascita, ma si sa che ha prestato servizio militare nel 1861 nel 42º cavalleria dell'Illinois. Ottenne i suoi primi brevetti nel 1888-1889, con il suo progetto per una "Ferrovia pneumatica", in pratica una ferrovia funzionante ad aria compressa. Nel 1889 ottenne ben sei brevetti riguardanti questo progetto, anche se non riuscì mai a realizzarlo a causa dell'impraticabilità dello stesso causata da problemi di tenuta dei vagoni. Nel 1980 a Washington è anche stata costruita una linea di prova lunga un miglio secondo i suoi progetti, ma è stata chiusa in seguito a problemi tecnici.

Judson è anche riconosciuto come l'inventore della cerniera lampo, tuttavia il suo modello presentava ancora molti problemi rispetto a quello successivo di Gideon Sundbäck, come la tendenza ad aprirsi troppo facilmente. Fece domanda per il suo primo brevetto riguardante questa invenzione nel 1891, ma venne inizialmente respinto poiché esistevano già molti altri brevetti riguardanti chiusure per le scarpe. Judson rifece domanda per il brevetto di una versione migliorata della chiusura lampo circa nove mesi dopo. Nel maggio 1893 vennero approvati entrambi i brevetti..Nel 1913 Gideon Sundbäck, un ingegnere svedese, li perfezionò ulteriormente.